# Língua geral paulista
El paulista, también llamado tupí austral, o nativamente nehengatú paulista (llengua paulista), es una lengua franca y criolla de la familia tupí-guaraní. Constituida en el ramo austral de las línguas gerais, es basada en la lengua de los tupís que vivían en São Vicente, y en la región del Alto Tietê, en el actual Estado de São Paulo. Fue hablada principalmente por los Bandeirantes, hombres paulistas que penetraban en los territorios interiores de Sudamérica.
En 2014, durante una investigación en la Universidad Estatal de Campinas, se identificó una nueva fuente de estudios para la lengua. El documento, titulado Vocabulário Elementar da Língua Geral Brasílica, fue publicado en 1936 en la Revista do Arquivo Municipal de São Paulo, aunque el título menciona el tupí clássico, el vocabulario del que es autor José Joaquim Machado de Oliveira constituye efectivamente una de las fuentes de la lengua paulista.

## Aspectos históricos, sociales y culturales

### Historia
En la historia de Brasil, la colonización portuguesa comenzó oficialmente con la fundación de la Capitanía de San Vicente por el noble portugués Martim Afonso de Sousa, el 22 de enero de 1532. Cuando Martim Afonso llegó a San Vicente, se encontró con un grupo de convictos portugueses, españoles y indígenas, dirigidos por el portugués João Ramalho. La figura de João Ramalho fue muy importante para el éxito de la colonización portuguesa en la región. Ramalho actuó como intermediario en las negociaciones entre los indios tupís y los colonizadores portugueses. Tenía una estrecha relación con los nativos de la región, estaba casado con Bartira, hija del jefe Tibiriçá, y ya estaba establecido entre los tupís desde 1508.
Con la oficialización de la colonización en 1532, la unión entre hombres blancos y mujeres indígenas se hizo frecuente, ya que la escasez de mujeres blancas en la Meseta de Piratininga hizo que, desde los primeros tiempos, el habitante blanco buscara a la mujer india en uniones legítimas o temporales y múltiples. Los líderes indígenas, con la intención de establecer alianzas estables con los extranjeros que tenían muchos bienes materiales nuevos y deseables, apoyaron inicialmente este tipo de unión interétnica. La población de las regiones costeras de San Vicente, Piratininga y Alto Tietê, en la época de la colonización, estaba formada casi en su totalidad por cáingangs, tupís y carijós de habla tupí.
La escasez o ausencia total de mujeres blancas en la región se explica por el hecho de que los primeros grupos de colonos que desembarcaron en la Capitanía de San Vicente estaban compuestos exclusivamente por hombres, muchos de ellos convictos o náufragos. Sólo cinco años después de la fundación de la capitanía, la primera pareja portuguesa desembarcó en San Vicente. Sin embargo, las uniones interétnicas no se interrumpieron con la llegada de esta y otras parejas y con la llegada de esposas portuguesas. Lo que predominaba en la región en las primeras décadas de la colonización era la unión entre hombres blancos y mujeres tupís. En este contexto, surgió el caboclo en la región, cuya lengua materna era el tupí de las madres y también de todos los parientes, ya que por parte del padre no había parientes consanguíneos. Esta situación se mantuvo durante mucho tiempo y la lengua tupí prevaleció entre la población paulista en los primeros siglos de la colonización portuguesa.
Poco a poco, los tupís de São Paulo dejaron de constituir un pueblo independiente y culturalmente diverso y su lengua comenzó a reproducirse esencialmente como la lengua de los caboclos. La lengua hablada por esta población caboclo se fue diferenciando del tupí genuino. En los siglos XVII y XVIII, esta lengua, ya muy extendida entre la población paulista, pasó a ser conocida como la lengua general paulista.

### Bandeiras
El inicio de la era bandeirista, de la minería y de la predicación indígena, en el siglo XVII, contribuyó a la influencia materna en la cultura y en la lengua de la población paulista. Los hombres y sus hijos salían en largas expediciones para la búsqueda de oro y la minería, dejando a sus hijos pequeños al cuidado de sus madres, que eran en su mayoría hablantes de tupí. En este contexto, los niños paulistas, en sus primeros años de vida, estaban expuestos exclusivamente a la lengua tupí, teniendo contacto con la lengua portuguesa solo al principio de su vida adulta. El predominio de la lengua paulista en las Bandeiras era casi total, por lo que el rango de la lengua paulista se amplió en gran medida por las acciones bandeiristas en los siglos XVII y XVIII. La lengua paulista fue hablada y llevada por los bandeirantes de São Paulo a lugares correspondientes a los actuales estados de Minas Gerais, Goiás, Mato Grosso, Mato Grosso del Sur y Paraná.

### Influencias españolas y guaraníes
A principios del siglo XVII, las Bandeiras paulistas iniciaron una serie de incursiones contra las misiones jesuitas españolas en busca de esclavos guaraníes para trabajar en tierras paulistas. El contacto establecido durante este periodo de guerras entre paulistas y españoles aportó elementos del español y del guaraní a la lengua paulista. Además de los tiempos de guerra, la esclavitud de los indios guaraníes, traídos de Guayrá (actual Estado de Paraná) y Tapes (actual Río Grande del Sur) y de los carijós de Santa Catarina trajo influencias a la lengua paulista cuando fueron llevados a la región de San Vicente. Sin embargo, se cree que por haberse expandido a través de los bandeirantes, la lengua paulista presenta probablemente una mayor influencia de la lengua portuguesa.

### SiglosXIXyXX
En el siglo XIX, incluso con la intensa difusión de la lengua portuguesa entre la población paulista, todavía era posible escuchar, aunque de forma esporádica y sólo en la generación más antigua, la lengua paulista. En 1853, el político e historiador José Inocêncio Alves Alvim, afirma, habiendo consultado a algunos ancianos que aún recuerdan palabras indígenas de la lengua paulista. Podemos deducir de la afirmación de Alves Alvim que en 1853, en los alrededores de la ciudad de Iguape, la lengua paulista, aunque ya no era común entre la población de la región, todavía estaba presente en la memoria de la generación más antigua. En Curitiba también se utilizaban palabras de la lengua paulista, a veces acompañadas del portugués, como describe António de Alcântara Machado, refiriéndose al término paulista "Ahiva" (español: mal, malo):

En Curitiba, cuando le pregunté a un pobre hombre cómo estaba su salud, me respondió: a veces bien, a veces ahiva.

### Historia reciente

#### Desaparición
A finales del siglo XVIII, la Corona portuguesa, bajo la dirección de Marqués de Pombal, prohibió su uso, castigando severamente a quienes lo utilizaban, imponiendo, a partir de entonces, la lengua portuguesa en Brasil, con el fin de asegurar la unidad e identidad de Portugal como nación, aportando la idea de una lengua homogénea y estable. Sin embargo, pocas personas de la colonia podían asistir a las escuelas, lo que lleva a pensar que, en los hogares, en las reuniones informales y en la vida cotidiana, la lengua paulista siguió hablándose con normalidad, y sólo desapareció por completo a principios del siglo XX, con la gran ola migratoria europea. Mientras que en las capitales esta lengua había caído en desuso, en el interior seguía viva, y hay hipótesis de que la lengua paulista dio origen al dialecto del pueblo caipira, hablado en el cinturón cultural caipira, conocido como Paulistania.

### Registros
El principal documento conocido de la lengua paulista es el Dicionário de Verbos, sin fecha y de autor desconocido, compilado y publicado por Carl Friedrich Philipp von Martius en su Glossaria linguarum brasiliensium, con el nombre de "Tupi austral". Este documento fue entregado a Martius por Ferdinand Denis, un importante historiador y bibliógrafo francés que vivió en el Reino del Brasil de 1816 a 1821. Además de los documentos mencionados, existe también una declaración de Couto de Magalhães, en la introducción al vocabulario de Avá-Canoeiro, en la que el autor afirma que muchos de los nombres contenidos en el vocabulario son actualmente corrientes entre los paulistas del pueblo, llamados caipiras. Todavía existían, a mediados del siglo XIX, varias expresiones de la lengua paulista en el discurso de los caipiras de la provincia de São Paulo.

## Descripción lingüística

### Ejemplos de vocabulario
| Língua geral paulista | Guaraní paraguayo | Portugués        | Español             |
| --------------------- | ----------------- | ---------------- | ------------------- |
| chaçu moá             | aháma, cháu       | adeus, tchau     | adiós, chao         |
| eróka                 | mbohéra           | nomear, dar nome | nombrar, dar nombre |
| acauçub               | hayhu             | amar             | amar                |
| éra                   | téra              | nome             | nombre              |
| gorá                  | guyra             | ave, pássaro     | ave, pájaro         |
| coatâ, guatâ          | guata             | caminhar         | caminar             |
| ikové                 | tekove            | vida             | vida                |
| mitánga               | mitã              | criança          | niño                |
| ecá                   | hecha             | ver              | ver                 |
| aóva, óva             | ao                | roupa            | ropa                |
| ñepein                | peteĩ             | um               | uno                 |
| ahiva                 | ñaña              | mau, mal         | malo                |
| oncém                 | heñói             | nascer           | nacer               |
| ara                   | ára               | dia, céu, tempo  | día, cielo, tiempo  |
| eenm                  | he’ẽ              | doce, açucar     | dulce, azúcar       |
| poromboe              | porombo’e         | ensinar          | enseñar             |
| aba                   | áva               | cabelo           | cabello             |
| acanga                | akã               | cabeça           | cabeza              |
| enduái                | jajái             | brilho, clarão   | brillo              |
| acecar, cecû          | heka              | procurar         | buscar              |
| bebé                  | veve              | voar             | volar               |
| anamá                 | ogaygua           | parente, pais    | pariente, padres    |

- «Vocabulário da Língua Geral Paulista. Língua falada no séc. XVII em São Paulo, Cuiabá e Rio Grande do Sul». (en portugués)